# Fire Falls and the Waiting Waters
Fire Falls and the Waiting Waters är det svenska death metal bandet Vicious Arts debutalbum, släppt via Threeman Recordings i Skandinavien 25 oktober, övriga Europa 1 november 2004 och USA 1 mars 2005. Kristian Wåhlin, som tidigare gjort omslag till bland andra At the Gates, Dissection, Tiamat, Emperor och Dark Funeral gjorde omslagsbilden, huvudsakligen föreställande ett ansikte i eld. Bandet turnerade inte efter skivan, men gjorde några enstaka spelningar på olika platser.

## Låtlista
1. Debria Seems to Be Bleeding – 03:42
2. Komodo Lights – 03:15
3. Fire Falls – 04:08
4. A Whistler and His Gun – 04:20
5. Ceremony (The Waiting Waters) – 05:43
6. Mother Dying – 05:50
7. The Poet Must Die – 04:33
8. Cut This Heathen Free – 04:09
9. War – 04:09
10. Why Would The Captured Set Free the Flies? – 03:38

## Medlemmar
- Jocke Widfeldt - sång
- Jörgen Sandström - bas, sång
- Matti Mäkelä - gitarr
- Robert Lundin - trummor
- Tobbe Sillman – gitarr